# بخش دیگوئل
دیگوئل یک بخش است که در استان سُوم در شمال غربی بورکینا فاسو قرار دارد. مرکز این بخش شهر دیگوئل است.